# Европейская пешеходная ассоциация
Европейская пешеходная ассоциация (англ. The European Ramblers Association, ERA, нем. Europäische Wandervereinigung, EWV, фр. Fédération Européenne de la Randonnée Pédestre, FERP) — организация, созданная для пропаганды пешего туризма, установления и развития пеших троп, обмена опытом и обеспечения безопасности во время пеших путешествий. Также они ставят своей целью знакомство с европейским культурным наследием и его охрану, усиление связей европейцев разных стран через знакомство с культурой друг друга.
Ассоциация основана в 1969 году и на сегодня включает 63 организации из 33 стран Европы, представляющих свыше 3 миллионов пеших туристов. Каждые 5 лет организуется EURORANDO: всеевропейское пешеходное движение (следующее состоится в 2021 году).
С момента своего возникновения ERA приступила к созданию туристских троп в Европе, которые создают и обслуживают ее организации-члены. Сегодня сеть таких троп состоит из 12 транс-европейских туристских троп общей протяженностью более 70 000 км, пересекающих в разных направлениях всю Западную Европу. Самая последняя туристская тропа (E12) проложена вдоль северного побережья Средиземного моря.
Чтобы обеспечить высокий уровень оборудования и обслуживания туристских троп, ERA разработала систему критериев оценки качества троп. Эти критерии оценивают оборудование тропы, маркировку, информационные указатели и целый ряд других параметров важных с точки зрения идущего по ним туриста.
Через специальную программу «Walk Leader» ERA обеспечивает сертификацию и обучение специалистов в области проектирования и оборудования туристских троп.